# Pietro Giachetti
Pietro Giachetti (Castelnuovo Nigra, Itália, 8 de setembro de 1922 — Itália, 6 de agosto de 2006) foi um prelado italiano da Igreja Católica e bispo emérito de Pinerolo.

## Biografia
Pietro foi ordenado sacerdote em 29 de junho de 1946.
Em 1º de maio de 1976, foi nomeado bispo da Diocese de Pinerolo, tendo sido consagrado em 29 de junho do mesmo ano pelo arcebispo de Turim, cardeal Michele Pellegrino. Os co-consagrantes foram o arcebispo de Vercelli, Albino Mensa e Luigi Bettazzi, bispo de Ivrea.
Em 7 de julho de 1998, aposentou-se de suas funções aos 75 anos.
Pietro Giachetti morreu em 6 de agosto de 2006 aos 83 anos.

## Ordenações episcopais
Dom Pietro Giachetti foi co-consagrante da ordenação episcopal de:
1. Fernando Charrier, nomeado bispo titular de Cercina, em 11 de novembro de 1984.
2. Pier Giorgio Debernardi, nomeado bispo de Pinerolo, em 20 de setembro de 1998.